# Xinicuila
Xinicuila är en ort i Mexiko.   Den ligger i kommunen Tezonapa och delstaten Veracruz, i den sydöstra delen av landet, 260 km öster om huvudstaden Mexico City. Xinicuila ligger 85 meter över havet och antalet invånare är 113.
Terrängen runt Xinicuila är varierad. Runt Xinicuila är det ganska tätbefolkat, med 56 invånare per kvadratkilometer. Närmaste större samhälle är Cosolapa, 15,7 km nordost om Xinicuila. I omgivningarna runt Xinicuila växer huvudsakligen savannskog.